# Monte Cronion
Il monte Cronion è una collina, dell'altezza di meno di 100 metri, che domina l'antico sito di Olimpia, che si trova in una piccola pianura dell'Elide, sulla riva destra del Alfeo in Peloponneso.
Trae il suo nome da Crono padre di Zeus.